# Johann Adolph Dori
Johann Adolph Dori (* um 1765; † 1807 in Sorno) war ein deutscher Philosoph und der erste Deutsche, der bereits im ausgehenden 18. Jahrhundert einem demokratischen Sozialismus das Wort redete. Als Philosoph nimmt er eine Zwischenstellung zwischen Kant und Fichte ein, als politischer Theoretiker steht er zwischen dem utopischen deutschen Frühsozialismus eines Franz Heinrich Ziegenhagen, Carl Werner Frölich, Franz Hebenstreit oder Andreas Riedel und den revolutionären deutschen Demokraten des ausgehenden 18. Jahrhunderts, die lange Zeit überwiegend unter der Schublade deutsche Jakobiner beachtet wurden.

## Leben
Geboren wurde Dori in den sechziger Jahren des 18. Jahrhunderts als Sohn des Försters Gottlob Christian Dori in Deutsch-Sorno; die dortigen Kirchenbücher sind verloren gegangen. Dori muss eine gute Ausbildung erhalten und später Nationalökonomie und Philosophie studiert haben. In den Jahren 1798 und 1799, veröffentlichte er in Leipzig seine beiden Hauptwerke: den im Anschluss an Kant ein eigenes idealistisches Philosophiesystem entwickelnden Band Über das höchste Gut und dessen Verbindung mit dem Staate sowie die konkrete nationalökonomische Anwendung dieser Philosophie, die in einem demokratischen Sozialismus bestand: Materialien zur Aufstellung einer vernunftmäßigen Theorie der Staatswirtschaft.
Im Unterschied zum etwas später verfassten Ansatz Fichtes (Über den geschlossenen Handelsstaat, 1800) ist bei Dori gerade die „Übertreibung der Staatsidee“ kritisiert worden – so in der kurzen biografischen Notiz in der Allgemeinen Deutschen Biografie. Noch im Jahre 1805 versuchte Dori in den populärwissenschaftlich gehaltenen Briefen über die philosophische Rechts- und Staatswirtschaftslehre seine Thesen bekannter zu machen.
Allerdings verhallten diese ohne größere Resonanz – im Gegensatz zu jenen des Epoche machenden Philosophen Fichte. 1804 immerhin wurde Dori zweiter Professor für Moral, Geschichte und Sprache an der „Adelige Companie Cadetts“, später Sächsisches Kadettenkorps genannt.
Doris Kollege war Karl Heinrich Ludwig Pölitz (1772–1838), bereits seit 1794 Professor für Moral und Geschichte. Pölitz ging 1803 nach Halle und war in den 1790er Jahren vermutlich ebenfalls ein Demokrat. Er brachte später, inzwischen gemäßigter Liberaler, ein Werk über die europäischen Staatsverfassungen seit 1789 heraus, das bis in die 1830er Jahre mehrere Auflagen erreichte.
Im Jahr 1807 gab Dori mehr oder minder freiwillig seine Stellung an der Akademie auf und starb noch im selben Jahr in Freudenstein.

## Schriften
- Über das höchste Gut und dessen Verbindung mit dem Staate. Ein Versuch von Johann Adolph Dori. Leipzig 1798.
- Materialien zur Aufstellung einer vernunftmäßigen Theorie der Staatswirtschaft. Leipzig 1799.
- Briefe über die philosophische Rechts- und Staatswirtschaftslehre. Görlitz 1805.